# Tylogonus
Tylogonus is een geslacht van spinnen uit de familie springspinnen (Salticidae).

## Soorten
De volgende soorten zijn bij het geslacht ingedeeld:
- Tylogonus auricapillus Simon, 1902
- Tylogonus chiriqui Galiano, 1994
- Tylogonus miles Simon, 1903
- Tylogonus parabolicus Galiano, 1985
- Tylogonus pichincha Galiano, 1985
- Tylogonus prasinus Simon, 1902
- Tylogonus putumayo Galiano, 1985
- Tylogonus vachoni Galiano, 1960
- Tylogonus viridimicans (Simon, 1901)